# Ricardo Freire
Ricardo Freire (Porto Alegre, 29 de outubro de 1963) é um ex-publicitário e escritor brasileiro. Desde 2005 dedica-se apenas a matérias sobre turismo e hoje é considerado uma "referência no assunto".

## Biografia
Trabalhou na W/Brasil e na Talent, entre outras agências de propaganda. São dele os bordões "Não é assim uma Brastemp" e "Folha: não dá para não ler". É autor de livros sobre turismo.
Assinou semanalmente a coluna "Turista Profissional", no caderno "Viagem & Aventura" do jornal O Estado de S. Paulo. Antes escrevia crônica semanal para o caderno Guia do Estadão (desde 2004). 
Anteriormente publicou a coluna "Xongas" para o Jornal da Tarde, entre 2000 e 2003, e para a revista Época, entre 2003 e 2004. Na mesma revista, assinou um coluna quinzenal com dicas de turismo até 2009.
Fundou e é editor-chefe do Viaje na Viagem, lançado em 30 de dezembro de 2004, site de conteúdo sobre viagens onde recomenda roteiros, pousadas, restaurantes e passeios. É um dos mais visitados blogs de viagem do Brasil..

## Livros publicados
- Viaje na Viagem (1998) - Ed. Arx
- Postais por Escrito (1999) - Ed. Mandarim
- Freire's Brasil Praias (2001)
- The Best of Xongas (2001) - Ed. Mandarim
- O Efeito Sanfona: Confissões de um dependente Químico de Comida (2003) - Ed. Objetiva
- O Dia em que Me Tornei… Colorado (2008) - Panda Books
- 100 Dicas para Viajar Melhor (2008) - Globo Editora
- 100 Praias que Valem a Viagem (2008) - Globo Editora